# شیردل (آلبوم کیت بوش)
«شیردل» (به انگلیسی: Lionheart) آلبومی از هنرمند اهل بریتانیا کیت بوش است که در سال ۱۹۷۸ میلادی منتشر شد.